# 曹妃甸工业区
曹妃甸工业区，是中国河北省唐山市曹妃甸区下辖的工业园区。2012年7月，国务院批准撤销唐海县设立曹妃甸区，曹妃甸工业区并入曹妃甸区。

## 历史沿革
2005年10月，唐山市成立曹妃甸工业区党工委、管委会。2008年10月，经河北省委、省政府批准组建曹妃甸新区。2012年7月，国务院批准撤销唐海县设立曹妃甸区，曹妃甸工业区并入曹妃甸区。

## 规划
国务院批准的曹妃甸工业区产业发展规划，将建立以“现代物流、钢铁、石化、装备制造、高新技术等五大产业为主导，电力、海水淡化、建材、环保等关联产业循环配套，信息、金融、旅游等现代服务业协调发展的循环经济型产业体系”。